# Tanzaniet
Tanzaniet is een variëteit van zoisiet en is genoemd naar Tanzania.
Hoewel de bewoners van Tanzania de stenen al lange tijd kenden, werd tanzaniet pas in 1967 ontdekt voor de edelsteenkunde door een Indische prospector, Manuel de Souza. Deze dacht aanvankelijk een afzetting van saffier te hebben gevonden. Tanzaniet werd daarna door de Duitse geologische vereniging beschreven als een variëteit van zoisiet. 
Tanzanieten worden gevonden in het gebied van de Merelaniheuvels (ook wel Meralani-, Merarani- of Mereraniheuvels genoemd), in de omgeving van Arusha en Moshi in Tanzania. Ze vormen prismatische kristallen met markante verticale gleuven en komen voor in pegmatisch-hydrothermale aders.
De zelfstandig mijnwerker Saniniu Laizer vond in juni 2020 de twee grootste bekende stukken tanzaniet van respectievelijk 9,27 kg en 5,103 kg. Deze werden verkocht voor meer dan 3 miljoen euro (7,74 miljard Tanzaniaanse shilling).

## Gebruik
In de collectie van het Smithsonian Institute in Washington bevinden zich fraaie ruwe en geslepen tanzanieten. In de literatuur wordt een geslepen steen beschreven van 122,7 karaat en een kattenoog van tanzaniet van meer dan 200 karaat. Tanzanieten worden in alle siervormen gebruikt. Soms kan de kleur verbeteren door verhitten tot 400-500°C.
De steen werd vooral beroemd als sieraad van filmster Elizabeth Taylor. Tegenwoordig behoort tanzaniet tot de geliefdste edelstenen.